# 1129

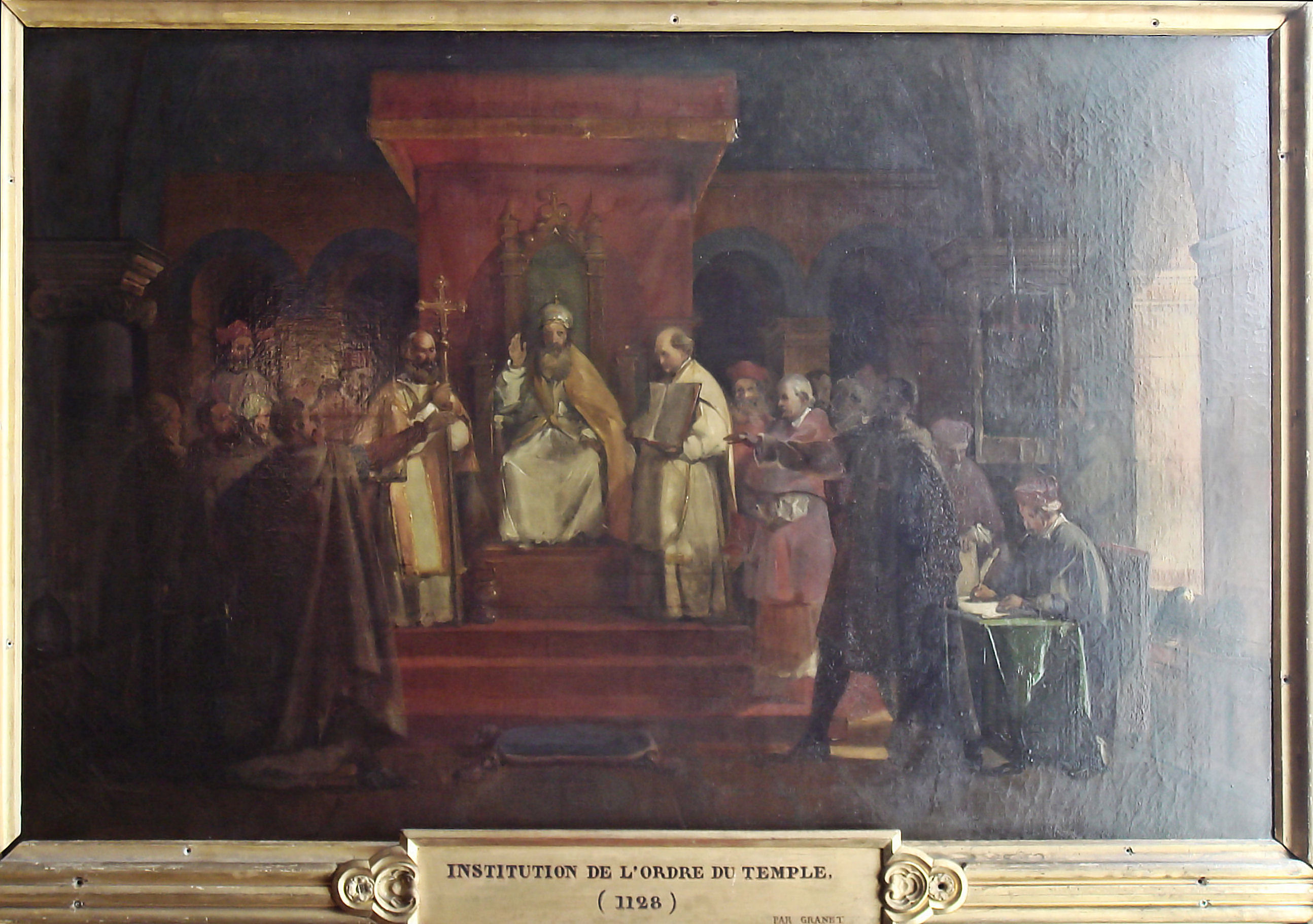
Paus Honorius II erkent de Orde der Tempeliers op het Concilie van Troyes

Het jaar 1129 is het 29e jaar in de 12e eeuw volgens de christelijke jaartelling.

## Gebeurtenissen
- januari - Concilie van Troyes: De Orde der Tempeliers wordt officieel erkend.
- De kruisvaarders doen een mislukte poging Damascus te veroveren.
- Sint-Truiden krijgt stenen stadsmuren.
- Gesticht: Abdij van 't Park, Mariënweerd, abdij van Heylissem
- Voor het eerst genoemd: Beesd, Goetsenhoven

## Opvolging
- Agde en Béziers - Bernard Ato IV Trencavel opgevolgd door zijn zoon Raymond I Trencavel
- patriarch van Alexandrië (Syrisch-orthodox) - Athanasius VI bar Khamoro opgevolgd door Johannes X bar Mawdyono
- Anjou, Maine en Tours - Fulco V opgevolgd door zijn zoon Godfried V Plantagenet
- Bigorre - Centullus II opgevolgd door zijn dochter Beatrix II en haar echtgenoot Peter van Marsan
- Carcassonne, Albi en Rázes - Bernard Ato IV Trencavel opgevolgd door zijn zoon Roger I Trencavel
- Armeens Cilicië - Thoros I opgevolgd door zijn zoon Constantijn II, op zijn beurt opgevolgd door zijn Constantijns broer Leo I
- Forcalquier - Willem I opgevolgd door zijn zoons Bertrand I onder regentschap van hun grootmoeder Adelheid
- Gelre - Gerard I opgevolgd door zijn zoon Gerard II (jaartal bij benadering)
- Holland - Dirk VI opgevolgd door zijn broer Floris de Zwarte
- Japan (insei-keizer) - Shirakawa opgevolgd door zijn kleinzoon Toba
- Luxemburg - Willem I opgevolgd door zijn zoon Koenraad II
- Meißen - Herman II van Winzenburg opgevolgd door Koenraad van Wettin
- Nîmes - Bernard Ato IV Trencavel opgevolgd door zijn zoon Bernard Ato V Trencavel
- Paltsgraafschap aan de Rijn - Godfried van Calw opgevolgd door Willem van Ballenstedt
- Stiermarken - Leopold I opgevolgd door zijn zoon Ottokar III

## Geboren
- Hendrik de Leeuw, hertog van Saksen en Beieren en markgraaf van Brunswijk (jaartal bij benadering)
- Knoet V, koning van Jutland (1146-1157) (jaartal bij benadering)
- Nicolaas van Avesnes, Frans edelman (jaartal bij benadering)

## Overleden
- 24 juli - Shirakawa (76), keizer van Japan (1073-1087) en insei-keizer
- oktober - Willem I, graaf van Forcalquier
- Bernard Ato IV Trencavel, Frans edelman
- Centullus II, graaf van Bigorre
- Thoros I, vorst van Armeens Cicilië (1102-1129)
- Constantijn II, vorst van Armeens Cicilië (1129)
- Gerard I, heer van Heinsberg
- Gerard I/IV, graaf van Wassenberg en Gelre (jaartal bij benadering)
- Leopold I, markgraaf van Stiermarken
- Dulcia, gravin van Provence (jaartal bij benadering)
- Messrit, graaf van Wied (jaartal bij benadering)
- Willem I, graaf van Luxemburg (jaartal bij benadering)